# Paróquia de Iberia
A Paróquia de Iberia é uma das 64 paróquias do estado norte-americano da Luisiana. A sede da paróquia é New Iberia, e sua maior cidade é New Iberia. A paróquia possui uma área de 2 670 km² (dos quais 1 180 km² estão cobertas por água), uma população de 73 266 habitantes, e uma densidade populacional de 49 hab/km² (segundo o censo nacional de 2000). A paróquia foi fundada em 1868.